# バリはやッ!ZIP!
『バリはやッ!』（バリはやッ!）は、福岡放送で平日 5:20 - 6:54（2015年9月28日 - 2016年4月1日は5:50まで、2016年4月4日 - 2022年9月30日は6:30まで、2022年10月3日 - 2024年9月30日は6:58まで）に放送されている情報番組である。タイトルロゴ上では「@FUKUOKA」（アットフクオカ）が付いている。2016年4月1日までの番組名は『バリはやッ!』。同月4日より現番組名に改題の上、放送時間を拡大したが、2024年10月からは『ZIP!』とのオムニバス形式分離により再び『バリはやッ!』名義で放送されている。
『バリはやッ!』時代は番組を開始すると、同時間帯首位の視聴率（ビデオリサーチ調べ、北部九州地区・世帯）を獲得し、番組の最高視聴率も6.4%（ビデオリサーチ調べ、北部九州地区・世帯・リアルタイム）を記録したことから、改題・枠拡大となった。2016年10月以降は台風接近等の事態が発生した場合に限り、放送時間を5:00 -に拡大するようになった（後述）。
本項目では2016年10月1日から2018年9月29日まで放送されていた姉妹番組『バリはやッ!サタデー』についても記述する。

## 概要
本番組は在福テレビ局において、早朝にニュース・スポーツをはじめローカル情報や芸能情報などを伝える番組。
福岡放送での朝のローカルワイド番組は、『朝ドキッ!九州555⇒朝ドキッ!九州545⇒朝ドキッ!九州』以来8年ぶりである。

## 放送時間
| 放送期間      | 放送期間      | 放送時間                            |
| ------------- | ------------- | ----------------------------------- |
| 2015年9月28日 | 2016年4月1日  | 月曜日 - 金曜日 5:20 - 5:50（30分） |
| 2016年4月4日  | 2022年9月30日 | 月曜日 - 金曜日 5:20 - 6:30（70分） |
| 2022年10月3日 | 2024年9月30日 | 月曜日 - 金曜日 5:20 - 6:58（98分） |
| 2024年10月1日 | 現在          | 月曜日 - 金曜日 5:20 - 6:54（94分） |

- 5:58 - 6:06は『ZIP!』内の『NNN NEWS ZIP!』を放送するため、一時中断（祝日でZIP!が6:30スタートの場合は6:31からの"NEWS"がNNN NEWS ZIP!に変更されるため中断無し）。
- 新聞などの番組表での放送枠としては6:30までであるが、2022年10月3日から2024年9月30日までは6:41頃 - 6:58まで『ZIP!』のローカル枠として引き続き放送されていた[3]。

## 出演者
福岡放送のアナウンサーは太字（人事異動含む元アナウンサーは細字）。

### MC・レギュラー・リポーター
| 月曜日                                                          | 火曜日                | 水曜日                    | 木曜日                      | 金曜日             |
| MC                                                              | MC                    | MC                        | MC                          | MC                 |
| --------------------------------------------------------------- | --------------------- | ------------------------- | --------------------------- | ------------------ |
| 若林麻衣子                                                      |                       |                           |                             |                    |
| 岡澤アキラ                                                      | 岡澤アキラ            | 岡澤アキラ                | 岡澤アキラ                  | 中上真亜子（隔週） |
| サブMC                                                          |                       |                           |                             |                    |
| 須田健太郎 檜垣すみれ                                           | 須田健太郎 檜垣すみれ | 石田旭昇 福田愛依（俳優） | 澤田泰佑 川崎優（タレント） | 澤田泰佑 福田愛依  |
| 気象情報                                                        |                       |                           |                             |                    |
| 佐藤菜乃花（気象予報士）                                        |                       |                           |                             |                    |
| マスコット（担当:芸能・スポーツ、メジャーリーグ、一コマまんが） |                       |                           |                             |                    |
| おきりぃ（ニワトリのパペットのキャラクター）                    |                       |                           |                             |                    |
| 川ちゃんのバリおしッホークス                                    |                       |                           |                             |                    |
| 川原豪介（ブルーリバー）                                        |                       |                           |                             |                    |
| OH! MY GOD! こがけん、あのね！                                  |                       |                           |                             |                    |
| こがけん（おいでやすこが）                                      |                       |                           |                             |                    |
| 曜日別コーナー                                                  |                       |                           |                             |                    |
| 『わが町自慢！バリはやッ！町内放送』 こがけん（おいでやすこが） | （日替わり企画）      | （日替わり企画）          | （日替わり企画）            | （日替わり企画）   |

### 不定期出演者
- 伊藤舞 - MC代理
- 中谷萌 - MC代理、リポーター
- 佳留耕太（気象予報士）- 気象情報代理
- 山下エミリー[18]（タレント、元HKT48）- リポーター
- 天川和菜子（気象予報士）- 気象情報代理

### 歴代出演者

#### MC
| 期間      | 期間      | 男性       | 男性       | 男性       | 男性       | 男性               | 女性             |
| 期間      | 期間      | 月曜       | 火曜       | 水曜       | 木曜       | 金曜               | 女性             |
| --------- | --------- | ---------- | ---------- | ---------- | ---------- | ------------------ | ---------------- |
| 2015.9.28 | 2017.9.29 | （不在）   | （不在）   | （不在）   | （不在）   | （不在）           | 財津ひろみ       |
| 2017.10.2 | 2020.9.25 | 森洸       | 森洸       | 森洸       | 森洸       | 森洸               | 財津ひろみ       |
| 2020.9.28 | 2022.9.30 | 森洸       | 森洸       | 森洸       | 森洸       | 森洸               | 小林茉里奈       |
| 2022.10.3 | 2023.3.31 | 森洸       | 森洸       | 森洸       | 森洸       | 澤田泰佑           | 小林茉里奈       |
| 2023.4.3  | 2025.3.28 | 須田健太郎 | 須田健太郎 | 須田健太郎 | 澤田泰佑   | 澤田泰佑           | 若林麻衣子       |
| 期間      | 期間      | タレント   | タレント   | タレント   | タレント   | タレント           | 女性アナウンサー |
| 期間      | 期間      | 月曜       | 火曜       | 水曜       | 木曜       | 金曜               | 女性アナウンサー |
| 2025.3.31 | 現在      | 岡澤アキラ | 岡澤アキラ | 岡澤アキラ | 岡澤アキラ | 中上真亜子（隔週） | 若林麻衣子       |

#### サブMC
| 期間      | 期間      | 月曜                  | 火曜                  | 水曜              | 木曜            | 金曜              |
| --------- | --------- | --------------------- | --------------------- | ----------------- | --------------- | ----------------- |
| 2015.9.28 | 2017.9.29 | 松井くらら            | 松井くらら            | 松井くらら        | 石川愛          | 石川愛            |
| 2017.10.2 | 2018.3.30 | 豊原慎二              | 松井くらら            | 松井くらら        | 石川愛          | 石川愛            |
| 2018.4.2  | 2022.7.1  | 川崎優                | 川崎優                | 川崎優            | 豊原慎二        | 豊原慎二          |
| 2022.7.4  | 2022.9.30 | 川崎優                | 川崎優                | 川崎優            | 澤田泰佑        | 澤田泰佑          |
| 2022.10.3 | 2023.3.31 | 川崎優                | 川崎優                | 川崎優            | 澤田泰佑        | 川原豪介          |
| 2023.4.3  | 2024.3.29 | 川崎優                | 川崎優                | 川崎優            | 坂口理子        | 坂口理子          |
| 2024.4.1  | 2024.9.27 | 檜垣すみれ            | 川崎優                | 川崎優            | 坂口理子        | 坂口理子          |
| 2024.9.30 | 2025.3.28 | 檜垣すみれ            | 檜垣すみれ            | 檜垣すみれ        | 川崎優          | 坂口理子          |
| 2025.3.31 | 現在      | 須田健太郎 檜垣すみれ | 須田健太郎 檜垣すみれ | 石田旭昇 福田愛依 | 澤田泰佑 川崎優 | 澤田泰佑 福田愛依 |

#### スポーツ
| 期間      | 期間      | 月曜                | 火曜                | 水曜                | 木曜              | 金曜              |
| --------- | --------- | ------------------- | ------------------- | ------------------- | ----------------- | ----------------- |
| 2015.9.28 | 2017.9.29 | 豊原慎二            | 豊原慎二            | 豊原慎二            | 豊原慎二          | 豊原慎二          |
| 2017.10.2 | 2018.3.30 | 豊原慎二            | 松井くらら          | 松井くらら          | 石川愛            | 石川愛            |
| 2018.4.2  | 2022.7.1  | 川崎優              | 川崎優              | 川崎優              | 豊原慎二          | 豊原慎二          |
| 2022.7.4  | 2022.9.30 | 川崎優              | 川崎優              | 川崎優              | 澤田泰佑          | 澤田泰佑          |
| 2022.10.3 | 2023.3.31 | 川原豪介 川崎優     | 川原豪介 川崎優     | 川原豪介 川崎優     | 川原豪介 澤田泰佑 | 川原豪介          |
| 2023.4.3  | 2024.3.29 | 川原豪介 川崎優     | 川原豪介 川崎優     | 川原豪介 川崎優     | 川原豪介 坂口理子 | 川原豪介 坂口理子 |
| 2024.4.1  | 2024.9.27 | 川原豪介 檜垣すみれ | 川原豪介 川崎優     | 川原豪介 川崎優     | 川原豪介 坂口理子 | 川原豪介 坂口理子 |
| 2024.9.30 | 2025.3.28 | 川原豪介 檜垣すみれ | 川原豪介 檜垣すみれ | 川原豪介 檜垣すみれ | 川原豪介 川崎優   | 川原豪介 坂口理子 |
| 2025.3.31 | 現在      | 川原豪介 檜垣すみれ | 川原豪介 檜垣すみれ | 川原豪介 福田愛依   | 川原豪介 川崎優   | 川原豪介 福田愛依 |

#### コメンテーター
| 期間      | 期間       | 月曜         | 火曜                 | 水曜               | 木曜       | 金曜           |
| --------- | ---------- | ------------ | -------------------- | ------------------ | ---------- | -------------- |
| 2015.9.28 | 2017.9.29  | （不在）     | （不在）             | （不在）           | （不在）   | （不在）       |
| 2017.10.2 | 2017.12.28 | 大木實       | 若菜嘉晴             | 川庄康夫           | 林和恵     | 椎葉ユウ       |
| 2018.1.4  | 2019.6.28  | 大木實       | 若菜嘉晴             | 木下比奈子         | 早川俊司   | 椎葉ユウ       |
| 2019.7.1  | 2021.3.26  | 大木實       | 若菜嘉晴             | 早川俊司           | 木下比奈子 | 椎葉ユウ       |
| 2021.3.29 | 2021.10.1  | 椎葉ユウ     | 若菜嘉晴             | 早川俊司           | 木下比奈子 | 林田真心子     |
| 2021.10.4 | 2022.7.1   | 椎葉ユウ     | 若菜嘉晴             | 工藤あき           | 木下比奈子 | 林田真心子     |
| 2022.7.4  | 2022.7.22  | 椎葉ユウ     | 若菜嘉晴             | 椎葉ユウ（代理）   | 木下比奈子 | 林田真心子     |
| 2022.7.25 | 2023.3.31  | 椎葉ユウ     | 若菜嘉晴             | 武田秀太郎         | 木下比奈子 | 林田真心子     |
| 2023.4.3  | 2023.6.30  | 椎葉ユウ     | 若菜嘉晴             | 武田秀太郎         | 木下比奈子 | 亀山みどり     |
| 2023.7.3  | 2024.3.29  | 椎葉ユウ     | 若菜嘉晴             | 武田秀太郎         | 木下比奈子 | 富田直史       |
| 2024.4.1  | 2024.10.4  | 椎葉ユウ     | 若菜嘉晴             | 工藤あき           | 木下比奈子 | 武田秀太郎     |
| 2024.10.7 | 2024.12.27 | （月替わり） | 若菜嘉晴             | 工藤あき           | 木下比奈子 | 武田秀太郎     |
| 2025.1.6  | 2025.2.28  | （月替わり） | 若菜嘉晴（第1・第3） | 工藤あき           | 木下比奈子 | 武田秀太郎     |
| 2025.3.3  | 2025.3.7   | （月替わり） | 若菜嘉晴（第1・第3） | 岡澤アキラ（代理） | 木下比奈子 | 武田秀太郎     |
| 2025.3.10 | 2025.3.21  | （月替わり） | 若菜嘉晴（第1・第3） | 岡澤アキラ（代理） | 木下比奈子 | 福田遼（代理） |
| 2025.3.24 | 2025.3.28  | （月替わり） | 若菜嘉晴（第1・第3） | 岡澤アキラ（代理） | 木下比奈子 | （不在）       |
| 2025.3.31 | 現在       | （廃止）     | （廃止）             | （廃止）           | （廃止）   | （廃止）       |

#### 月替わり月曜コメンテーター
- 岡澤アキラ（タレント、2024年10月・2025年1-3月）※2025年4月から月曜～木曜MC。
- 黒木ヨウドウ（デジタルマーケティングコンサルタント、2024年11月）
- 今村大祐（プロウォーキング講師、2024年12月）

#### お天気
| 期間      | 期間       | 気象予報士 | お天気アシスタント | お天気アシスタント | お天気アシスタント | お天気アシスタント | お天気アシスタント |
| 期間      | 期間       | 気象予報士 | 月曜               | 火曜               | 水曜               | 木曜               | 金曜               |
| --------- | ---------- | ---------- | ------------------ | ------------------ | ------------------ | ------------------ | ------------------ |
| 2015.9.28 | 2016.4.1   | 井坂綾     | （不在）           | （不在）           | （不在）           | （不在）           | （不在）           |
| 2016.4.4  | 2017.3.31  | 井坂綾     | 馬越琢己           | 馬越琢己           | 馬越琢己           | 坂田隆一郎         | 坂田隆一郎         |
| 2017.4.3  | 2018.2.2   | 井坂綾     | 馬越琢己           | 馬越琢己           | 馬越琢己           | 北田祥一郎         | 北田祥一郎         |
| 2018.2.5  | 2018.9.28  | 米倉絵美   | 馬越琢己           | 馬越琢己           | 馬越琢己           | 北田祥一郎         | 北田祥一郎         |
| 2018.10.1 | 2019.9.27  | 米倉絵美   | 岡進太郎           | 岡進太郎           | 岡進太郎           | 北田祥一郎         | 北田祥一郎         |
| 2019.9.30 | 2020.9.25  | 米倉絵美   | 北田祥一郎         | 北田祥一郎         | 岡進太郎           | 岡進太郎           | 希山愛             |
| 2020.9.28 | 2022.12.27 | 米倉絵美   | （廃止）           | （廃止）           | （廃止）           | （廃止）           | （廃止）           |
| 2023.1.4  | 2025.3.28  | 福山佳那   | （廃止）           | （廃止）           | （廃止）           | （廃止）           | （廃止）           |
| 2023.3.31 | 現在       | 佐藤菜乃花 | （廃止）           | （廃止）           | （廃止）           | （廃止）           | （廃止）           |

### その他過去の出演者
- ハンサム松崎（お笑いタレント）  - 火曜日の『バリおしッ！』コーナー担当（2017年4月4日 - 9月26日）
- みずほ（旧・井手口瑞歩）- リポーター（2018年4月11日 - ???）
- 浜崎正樹 - MC代理（不定期）
- 井村らら - リポーター（2022年4月28日 - 9月23日）
- 遠野愛 - MC代理（不定期）
- 五十嵐亮太[22]（元プロ野球選手）- ホークス解説
- 古賀賢[23]（柳川高校校長）- コメンテーター
- 福田遼[24]（オンラインフリースクール運営）- コメンテーター

## テーマ曲
- こゑだ「Happy☆Day」（2015年10月～2017年9月）（オープニング）
- みずきとあかり。「ジャスミンティー」[25]（2023年4月～2024年9月）（6:40頃）
- Mrs. GREEN APPLE「In the Morning」[26]（2023年4月～）（オープニング）

## バリはやッ!サタデー
2016年10月1日から2018年9月29日まで放送されていた番組で、週末のお出かけ情報等を紹介していた。放送時間は番組開始から2017年3月18日までは土曜 13:30 - 14:00、同年3月25日からは土曜 16:25 - 16:55（ただし、特別番組〈福岡ソフトバンクホークス戦中継や日本テレビ制作の全国ネット特番など〉で休止もしくは時間が変更となる場合があった）。

### 出演者
表記がない人物は、福岡放送のアナウンサー。
- 財津ひろみ
- 森洸
- 豊原慎二
- 浜崎正樹
- 川崎優（タレント・モデル）
- ハンサム松崎（お笑いタレント）
- 馬越琢己（10神ACTOR）

## 台風特番『バリはやッ!ZIP!台風情報』
先述の通り、福岡をはじめ九州に台風が接近・上陸が見込まれ、被害が出ると想定された場合、『Oha!4 NEWS LIVE』を縮小し、5:00から特別編成で番組を組む。9:30 - 11:25のあいだに組まれる『NNN特報』とは異なるものの、FBSがこの体制をとった場合、九州地区では臨時ネットすることが多い。山口放送は後者はネットするが、前者は自社で特番を組める体制にあるからか放送することは少ない。
2020年9月7日　令和2年台風第10号
- 福岡放送（5:00 - 5:50）、長崎国際テレビ（5:00 - 5:20）、熊本県民テレビ（5:00 - 5:50）

2022年9月6日　令和4年台風第11号
- 福岡放送（5:00 - 5:50）、長崎国際テレビ（5:00 - 5:50）、日テレNEWS24（5:00 - 5:50、「FBS台風特番」）

2022年9月19日　令和4年台風第14号
- 福岡放送（5:00 - 6:30）[27] 、長崎国際テレビ（5:00 - 6:30、「NIB台風特番」）、熊本県民テレビ（5:00 - 6:30、「ZIP! 台風情報」）、テレビ大分（5:00 - 6:30、「台風情報」）